# Paul Van Bruystegem

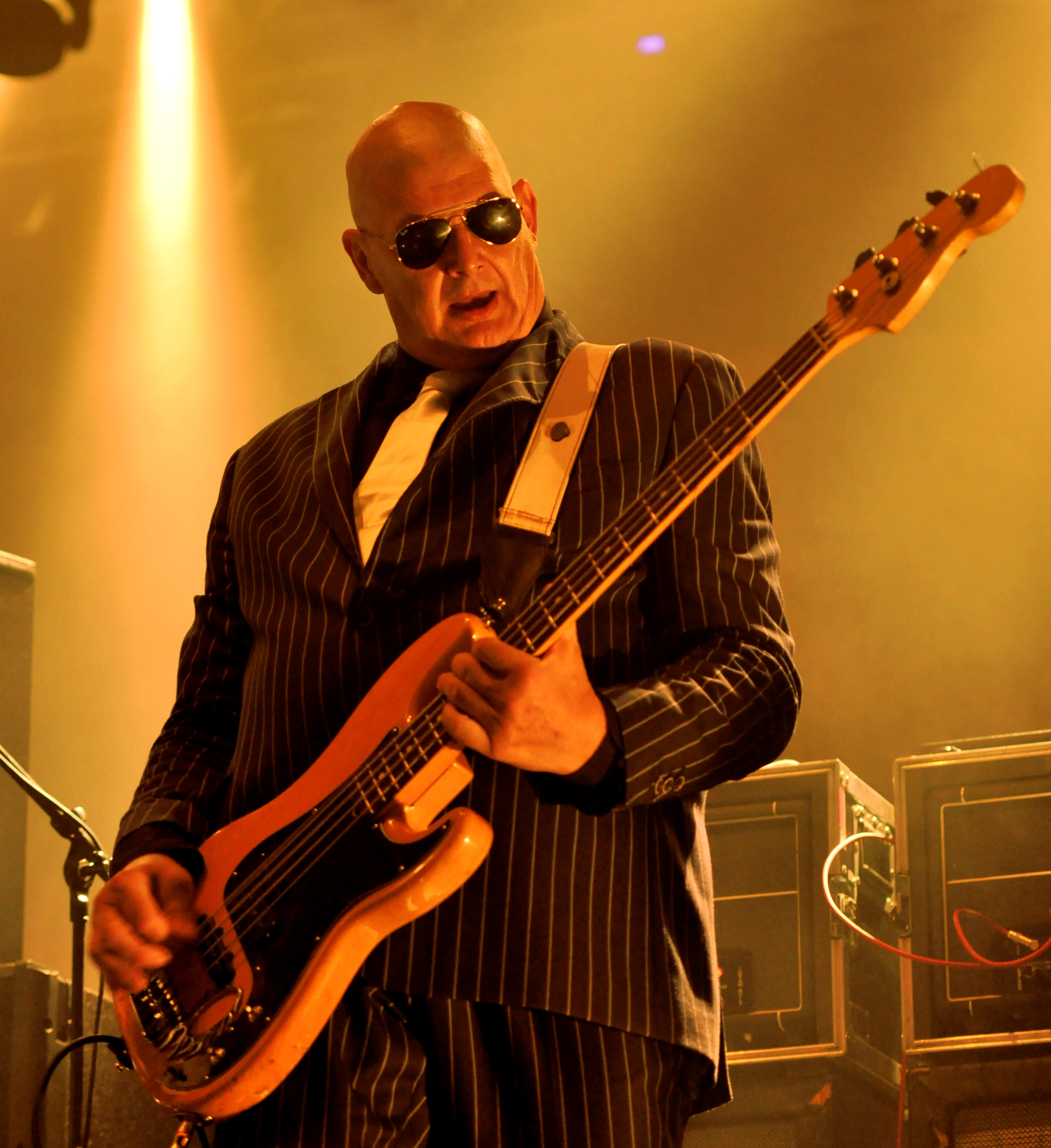
Met Triggerfinger - Rocken am Brocken 2014

Paul Van Bruystegem (Leuven, 13 juni 1959), ook bekend onder de namen Monsieur Paul en Lange Polle, is een Belgisch muzikant.

## Biografie
Hij was sessiegitarist en vaste gitarist van onder andere The Wolf Banes, Beverly Jo Scott, The Popgun, Big Bill, Neeka en vele andere zijprojecten. Live was hij in de 80's en 90's onder meer te zien als gitarist van onder andere Tom Robinson, Frankie Miller, Roland Van Campenhout, Guy Swinnen, Spelers en Drinkers.
Hij was vooral bekend als bassist bij Triggerfinger, maar was ook gitarist bij The Wolf Banes. Naast muzikantenwerk is Van Bruystegem actief als muziekproducent, onder andere bij Horses On Fire, Guy Swinnen, Psycho 44, Troubleman, The DeVilles en startte hij in 2013 met zijn soloproject. Tegelijkertijd runt hij de Red Tape Recording Studio te Lier, met Filip Goris, Bart Crocaerts en Victor Hidalgo.
In juni 2023 stapte hij uit Triggerfinger, op 11 juni trad hij in de Ancienne Belgique voor het laatst mee op. Sindsdien gaat hij verder als  Mr. Paul & The Lowriders. Het album Unguarded Thoughts werd uitgebracht in 2023.

## Discografie

### Cd's/LP's
- Now Listen Honey! (The Wolf Banes - 1986)
- That's us , man (The Boxcars - 1987)
- The Popgun (The Popgun - 1989)
- Where is the Party (The Wolf Banes - 1989)
- High Five (The Wolf Banes - 1991)
- Table Swimming (The Popgun - 1992)
- Mudcakes (Beverly Jo Scott - 1993)
- Live For Life (BJ Scott / diverse artiesten - 1993)
- Suite 16 (The Wolf Banes - 1993)
- WolfBania! (The Wolf Banes - 1994)
- The Wailing Trail (Live) (Beverly Jo Scott - 1995)
- Mindsurfing (Dirk Blanchart - 1995)
- Been away too long (William Souffreau - 1996)
- Hazy (Guy Swinnen - 1998)
- Amnesty For Eve (Beverly Jo Scott - 1999)
- Neeka (Neeka - 1999)
- Ça Ne Me Suffit Plus (Jeff Bodart - 2001)
- The Palace of Love (Derek - 2002)
- Divine Rebel (Beverly Jo Scott - 2004)
- Heart&Wings ( Kathleen Vandenhout - 2004)
- Triggerfinger (Triggerfinger - 2004)
- Cut&Run (Beverly Jo Scott - 2005)
- Faders Up (Triggerfinger - 2007)
- Ouwe Makkers (Zjef Vanuytsel - 2007)
- Burn The Bridges (Guy Swinnen - 2008)
- Never Enough (Roland Van Campenhout - 2008)
- What Grabs Ya? (Triggerfinger - 2008)
- Suburbia (Troubleman - 2008)
- Man zo nu en dan (Tom Van Landuyt - 2009)
- All This Dancin' Around (Triggerfinger - 2010)
- The Wolf Banes (The Wolf Banes - 2010)
- Live at the High Voltage 2011 (Triggerfinger - 2011)
- For the brain and for... (Box - 2012)
- Faders up 2 (Triggerfinger - 2012)
- By Absence Of The Sun (Triggerfinger - 2014)
- Lowrider (Lowrider - 2016)
- Colossus (Triggerfinger - 2017)
- Unguarded Thoughts ( Mr. Paul & The Lowriders - 2023)

### Een greep uit de singles waar hij op meespeelde
- Ole time religion (The Sam Cooke singers)
- As the bottle runs dry (The Wolf Banes)
- Miles away from here (The Wolf Banes)
- Why don't you try me tonight (Sarah Bettens & Frankie Miller)
- La fille de pere Noelle (Bj. Scott & Arno)
- Wherever you may go (The Popgun)
- Dream (The Popgun)

Verder nam hij nog singles op met onder andere: Roland, The Wolf Banes, The Popgun, BJ Scott, The Scabs, Clouseau, Will Tura, Triggerfinger, Dirk Blanchart, Mich Van Hautem, Kathleen Van Den Houdt, Spark, Blackstone, Derek, Neeka, The Boss Hoss, Paul Personne en vele anderen.

### Compilaties
- TuraLura ( The Pop Gun - 1990)
- Turalura 2 (Triggerfinger / diverse artiesten - 2010)
- Studio Brussel: De Afrekening vol. 50 (Triggerfinger / diverse artiesten - 2011)
- Studio Brussel: De Afrekening vol. 52 (Triggerfinger / diverse artiesten - 2012)
- Te Gek!? (Guy Swinnen en Kathleen Vandenhoudt / diverse artiesten - 2004)
- Windkracht 10: Koksijde Rescue (The Wolf Banes / diverse artiesten - 2006)
- Soundtrack Offline
- Soundtrack Windkracht 10 (James - The Wolf Banes)
- Soundtrack Ad Fundum

## Producties
- Suburbia (Troubleman - 2008)
- Surfing Sufi (The Ballroomquartet - 2004)
- Demon (Psycho 44 2011)
- Burn the bridges (Swinnen - 2008)
- The Wolf Banes (The Wolf Banes - 2010)
- The Devilles (The Devilles - 2013)

- MusicBrainz: eb873094-7b04-4430-a4a4-4c78a134e1a0